# National Women's Soccer League 2013
La National Women's Soccer League 2013 fue la edición inaugural de la National Women's Soccer League (NWSL), la máxima categoría del fútbol femenino en Estados Unidos. Si se incluyen los torneos predecesores de la NWSL, la Women's Professional Soccer (2009-2011) y la Women's United Soccer Association (2001-2003), ésta fue la 7.ª temporada aprobada por la FIFA en esa categoría.
La temporada regular comenzó el 13 de abril y terminó el 18 de agosto luego de disputarse 88 partidos. A éstos le siguieron los 3 encuentros de eliminatorias con la final disputándose el 31 de agosto en el Sahlen's Stadium. Portland Thorns FC obtuvo el título inaugural del campeonato al vencer a Western New York Flash por 2 a 0, equipo que había conseguido el primer NWSL Shield de la liga.

## Formato
- Cada equipo disputó un total de 22 partidos: 11 de local y 11 de visitante. Se jugó de la siguiente forma:
  - cuatro veces contra tres equipos elegidos siguiendo la división geográfica este/oeste: dos veces de local y otras dos de visitante.
  - dos veces contra otros dos equipos: una de local y otra de visitante.
  - tres veces contra los restantes dos equipos: dos veces de local y una de visitante contra uno de ellos, y viceversa contra el otro.
- Los cuatro equipos que terminan primero en la temporada regular avanzan a las eliminatorias.

## Equipos
| Equipo                 | Ciudad                 | Entrenador               | Estadio                          | Capacidad |
| ---------------------- | ---------------------- | ------------------------ | -------------------------------- | --------- |
| Boston Breakers        | Boston, Massachusetts  | Cat Whitehill (interina) | Dilboy Stadium                   | 3.500     |
| Chicago Red Stars      | Bridgeview, Illinois   | Rory Dames               | Village Sports Complex           | 3.600     |
| FC Kansas City         | Kansas City, Misuri    | Vlatko Andonovski        | Shawnee Mission District Stadium | 6.150     |
| Portland Thorns        | Portland, Oregon       | Cindy Parlow Cone        | Jeld-Wen Field                   | 20.438    |
| Seattle Reign FC       | Seattle, Washington    | Laura Harvey             | Memorial Stadium                 | 6.000     |
| Sky Blue FC            | Piscataway, New Jersey | Jim Gabarra              | Yurcak Field                     | 5.000     |
| Washington Spirit      | Germantown, Maryland   | Mark Parsons             | Maryland SoccerPlex              | 5.126     |
| Western New York Flash | Elma, New York         | Aaran Lines              | Sahlen's Stadium                 | 13.768    |

### Cambio de entrenadores
| Equipo            | Ent. saliente | Motivo  | Fecha de puesto vacante | Ent. entrante | Fecha de nombramiento | Ref.  |
| ----------------- | ------------- | ------- | ----------------------- | ------------- | --------------------- | ----- |
| Boston Breakers   | Lisa Cole     | Despido | 2 de agosto de 2013     | Cat Whitehill | 2 de agosto de 2013   | [ 6 ] |
| Washington Spirit | Mike Jorden   | Despido | 30 de junio de 2013     | Mark Parsons  | 30 de junio de 2013   | [ 7 ] |

## Resultados
Actualizado al 18 de agosto de 2013.
| Colores y abreviaciones |
| Boston Breakers – BOS • Chicago Red Stars – CHI • FC Kansas City – KC • Portland Thorns FC – POR Seattle Reign FC – SEA • Sky Blue FC – SB • Washington Spirit – WAS • Western New York Flash – WNY Victoria Derrota Empate Jugó de local contra ese equipo |

| Equipo                 | Partido | Partido | Partido | Partido | Partido | Partido | Partido | Partido | Partido | Partido | Partido | Partido | Partido | Partido | Partido | Partido | Partido | Partido | Partido | Partido | Partido | Partido |
| Equipo                 | 1       | 2       | 3       | 4       | 5       | 6       | 7       | 8       | 9       | 10      | 11      | 12      | 13      | 14      | 15      | 16      | 17      | 18      | 19      | 20      | 21      | 22      |
| ---------------------- | ------- | ------- | ------- | ------- | ------- | ------- | ------- | ------- | ------- | ------- | ------- | ------- | ------- | ------- | ------- | ------- | ------- | ------- | ------- | ------- | ------- | ------- |
| Boston Breakers        | WAS     | WNY     | CHI     | WAS     | KC      | WAS     | SB      | WNY     | CHI     | SB      | SEA     | SB      | SEA     | POR     | SB      | POR     | KC      | WAS     | WNY     | POR     | KC      | WNY     |
| Boston Breakers        | 1–1     | 1–2     | 4–1     | 1–1     | 2–0     | 3–0     | 5–1     | 2–2     | 1–0     | 2–3     | 1–2     | 3–2     | 1–1     | 0–2     | 0–0     | 1–2     | 3–0     | 2–5     | 2–2     | 2–1     | 1–0     | 2-1     |
| Chicago Red Stars      | SEA     | POR     | BOS     | SB      | POR     | WNY     | POR     | BOS     | KC      | KC      | WNY     | SEA     | WNY     | WAS     | KC      | WAS     | SEA     | POR     | SEA     | WAS     | SB      | KC      |
| Chicago Red Stars      | 1–1     | 0–2     | 4–1     | 1–1     | 0–2     | 2–1     | 0–2     | 1–0     | 0–2     | 1–3     | 2–2     | 3–1     | 1–0     | 0–2     | 3–3     | 1–0     | 4–1     | 3–3     | 3–1     | 1-0     | 3–3     | 1–2     |
| FC Kansas City         | POR     | SEA     | SEA     | WNY     | BOS     | SB      | POR     | SEA     | CHI     | CHI     | WAS     | SB      | POR     | WAS     | WNY     | CHI     | SEA     | BOS     | SB      | POR     | BOS     | CHI     |
| FC Kansas City         | 1–1     | 2–0     | 0–1     | 2–1     | 2–0     | 0–1     | 4–3     | 0–1     | 0–2     | 1–3     | 2–0     | 2–2     | 2–0     | 1–1     | 0–0     | 3–3     | 2–0     | 3–0     | 0–1     | 2–3     | 1-0     | 1–2     |
| Portland Thorns FC     | KC      | SEA     | CHI     | WAS     | CHI     | SB      | WAS     | SEA     | CHI     | KC      | SEA     | SB      | KC      | BOS     | WNY     | BOS     | CHI     | SB      | KC      | BOS     | WNY     | SEA     |
| Portland Thorns FC     | 1–1     | 2–1     | 0–2     | 1–2     | 0–2     | 0–1     | 2–0     | 0–1     | 0–2     | 4–3     | 2–0     | 0–0     | 2–0     | 0–2     | 1–1     | 1–2     | 3–3     | 3–1     | 2–3     | 2-1     | 0–0     | 1–2     |
| Seattle Reign FC       | CHI     | POR     | KC      | KC      | SB      | WAS     | SB      | POR     | KC      | POR     | WNY     | BOS     | CHI     | BOS     | WNY     | WAS     | KC      | CHI     | CHI     | WNY     | WAS     | POR     |
| Seattle Reign FC       | 1–1     | 2–1     | 2–0     | 0–1     | 2–0     | 2–4     | 0–3     | 0–1     | 0–1     | 2–0     | 1–1     | 1–2     | 3–1     | 1–1     | 3–2     | 2–1     | 2–0     | 4–1     | 3–1     | 1-0     | 1-0     | 1–2     |
| Sky Blue FC            | WNY     | WAS     | WNY     | CHI     | SEA     | POR     | SEA     | KC      | BOS     | WNY     | BOS     | POR     | KC      | BOS     | WAS     | BOS     | WNY     | KC      | POR     | WAS     | CHI     | WAS     |
| Sky Blue FC            | 1–0     | 1–2     | 2–1     | 1–1     | 2–0     | 0–1     | 0–3     | 0–1     | 5–1     | 0–3     | 2–3     | 0–0     | 2–2     | 3–2     | 1–0     | 0–0     | 3–0     | 0–1     | 3–1     | 1–0     | 3–3     | 1–1     |
| Washington Spirit      | BOS     | WNY     | SB      | POR     | BOS     | SEA     | POR     | BOS     | WNY     | KC      | WNY     | KC      | SB      | CHI     | SEA     | CHI     | BOS     | WNY     | SB      | CHI     | SEA     | SB      |
| Washington Spirit      | 1–1     | 1–1     | 1–2     | 1–2     | 1–1     | 2–4     | 2–0     | 3–0     | 0–2     | 2–0     | 4–0     | 1–1     | 1–0     | 0–2     | 2–1     | 1–0     | 2–5     | 3–0     | 1–0     | 1–0     | 1–0     | 1–1     |
| Western New York Flash | SB      | WAS     | BOS     | SB      | KC      | CHI     | BOS     | SB      | WAS     | CHI     | SEA     | WAS     | CHI     | KC      | SEA     | POR     | SB      | WAS     | BOS     | SEA     | POR     | BOS     |
| Western New York Flash | 1–0     | 1–1     | 1–2     | 2–1     | 2–1     | 2–1     | 2–2     | 0–3     | 0–2     | 2–2     | 1–1     | 4–0     | 1–0     | 0–0     | 3–2     | 1–1     | 3–0     | 3–0     | 2–2     | 1–0     | 0–0     | 2–1     |

## Clasificación
| Pos. | Equipo                     | Pts. | PJ | G  | E | P  | GF | GC | Dif. | Clasificación |
| ---- | -------------------------- | ---- | -- | -- | - | -- | -- | -- | ---- | ------------- |
| 1    | Western New York Flash (N) | 38   | 22 | 10 | 8 | 4  | 36 | 20 | +16  | NWSL Shield   |
| 2    | FC Kansas City             | 38   | 22 | 11 | 5 | 6  | 34 | 22 | +12  | Eliminatorias |
| 3    | Portland Thorns FC (C)     | 38   | 22 | 11 | 5 | 6  | 32 | 25 | +7   | Eliminatorias |
| 4    | Sky Blue FC                | 36   | 22 | 10 | 6 | 6  | 31 | 26 | +5   | Eliminatorias |
| 5    | Boston Breakers            | 30   | 22 | 8  | 6 | 8  | 35 | 34 | +1   |               |
| 6    | Chicago Red Stars          | 30   | 22 | 8  | 6 | 8  | 32 | 36 | −4   |               |
| 7    | Seattle Reign FC           | 18   | 22 | 5  | 3 | 14 | 22 | 36 | −14  |               |
| 8    | Washington Spirit          | 14   | 22 | 3  | 5 | 14 | 16 | 39 | −23  |               |

Actualizado a los partidos jugados el 18 de agosto de 2013.
 Fuente: Soccerway

## Eliminatorias
Los cuatro primeros equipos de la temporada regular compiten por el título del campeonato. Son tres partidos únicos (sin "ida y vuelta"). Los primeros dos equipos juegan de local en las semifinales.
|  | Semifinales | Semifinales            | Semifinales |                    |   | Final                  | Final | Final |  |
|  |             |                        |             |                    |   |                        |       |       |  |
|  |             |                        |             |                    |   |                        |       |       |  |
|  | 1           | Western New York Flash | 2           |                    |   |                        |       |       |  |
|  | 1           | Western New York Flash | 2           |                    |   |                        |       |       |  |
|  | 4           | Sky Blue FC            | 0           |                    |   |                        |       |       |  |
|  | 4           | Sky Blue FC            | 0           |                    | 1 | Western New York Flash | 0     |       |  |
|  |             |                        |             |                    | 1 | Western New York Flash | 0     |       |  |
|  |             |                        | 3           | Portland Thorns FC | 2 |                        |       |       |  |
|  | 2           | FC Kansas City         | 3           | Portland Thorns FC | 2 | 2                      |       |       |  |
|  | 2           | FC Kansas City         |             |                    |   | 2                      |       |       |  |
|  | 3           | Portland Thorns FC     | 3           |                    |   |                        |       |       |  |
|  | 3           | Portland Thorns FC     | 3           |                    |   |                        |       |       |  |
|  |             |                        |             |                    |   |                        |       |       |  |

### Semifinals
| 24 de agosto de 2013, 13:00 (CDT) | FC Kansas City               | 2:3 (t. s.) | Portland Thorns FC                   | Shawnee Mission, Overland Park                             |                                                            |
|                                   | - Tymrak 12' - Henderson 25' | Reporte     | - Heath 33' - Weimer 65' - Long 103' | Asistencia: 4.016 espectadores Árbitro(s): Christina Unkel | Asistencia: 4.016 espectadores Árbitro(s): Christina Unkel |

| 24 de agosto de 2013, 20:00 (EDT) | Western New York Flash | 2:0     | Sky Blue FC | Sahlen's Stadium, Rochester                               |                                                           |
|                                   | - Lloyd 33', 93'       | Reporte |             | Asistencia: 7.316 espectadores Árbitro(s): Katja Koroleva | Asistencia: 7.316 espectadores Árbitro(s): Katja Koroleva |

### Final
| 31 de agosto de 2013, 20:00 (EDT) | Western New York Flash | 0:2     | Portland Thorns FC         | Sahlen's Stadium, Rochester                           |                                                       |
|                                   |                        | Reporte | - Heath 40' - Sinclair 92' | Asistencia: 9.129 espectadores Árbitro(s): Kari Seitz | Asistencia: 9.129 espectadores Árbitro(s): Kari Seitz |

|                                        |
|                                        |
| Campeón Portland Thorns FC 1.er título |

## Asistencia
Actualizado al 18 de agosto de 2013.
Asistencia de local durante la temporada regular, ordenado de mayor a menor promedio.
| Equipo                 | PJ | Total   | Promedio |
| ---------------------- | -- | ------- | -------- |
| Portland Thorns FC     | 11 | 146.521 | 13.320   |
| FC Kansas City         | 11 | 50.884  | 4.626    |
| Western New York Flash | 11 | 49.334  | 4.485    |
| Washington Spirit      | 11 | 39.816  | 3.620    |
| Boston Breakers        | 11 | 26.697  | 2.427    |
| Seattle Reign FC       | 11 | 25.365  | 2.306    |
| Chicago Red Stars      | 11 | 18.817  | 1.711    |
| Sky Blue FC            | 11 | 18.309  | 1.664    |
| Total                  | 88 | 375.743 | 4.270    |